# نهر جابورا
نهر جابورا (Rio Japurá) أو نهر كاكيتا هو نهر طوله يصل إلى 2,820 كيلومتر (1,750 ميل) من حوض الأمازون . يتدفق في كولومبيا  شرقًا عبر البرازيل للانضمام إلى نهر الأمازون .

## الدورة
يرتفع النهر كنهر كاكيتا في جبال الأنديز في جنوب غرب كولومبيا. يرتفع نهر كاكيتا بالقرب من مصادر نهر ماجدالينا ، ويزيد حجمه من العديد من الفروع أثناء تجواله عبر كولومبيا.  يتدفق جنوب شرق البرازيل ، حيث يطلق عليه جابورا . يدخل جابورا نهر الأمازون من خلال شبكة من القنوات. إنه قابل للملاحة بواسطة قوارب صغيرة في البرازيل. إلى الغرب من ريو نيغرو ، يلتقى نهر سوليموس (كما يطلق عليه المسار العلوي في الأمازون في البرازيل) ثلاثة تيارات ضخمة من الشمال الغربي - جابورا وإيكا (يشار إليها باسم بوتومايو قبل أن تعبر إلى البرازيل )، ونابو.

## البيئة
لجزء كبير من طوله، يتدفق النهر عبر منطقة بوروس فارزيا البيئية. النهر موطن لمجموعة متنوعة من الأسماك والزواحف، بما في ذلك سمك السلور الضخم الذي يصل وزنه إلى 91 كجم (201 رطل) ويصل طوله إلى 1.8 متر (5.9 قدم) ، وثعابين السمك الكهربائية، وأسماك البيرانا الضاري المفترسة، والسلاحف ، و الكيمن.
تم تطهير جزء كبير من الغابة التي تدفقت من خلالها منطقة كاكيتا الشرقية في الأصل من أجل المراعي ومحاصيل الأرز والذرة والمنيهوت وقصب السكر ، وفي العقدين الماضيين ، وخاصة محاصيل الكوكا.

## التنقل
في 1864-1868 ، أجرت الحكومة البرازيلية فحصًا دقيقًا إلى حد ما للجزء البرازيلي من النهر، حتى وصول نهر كوباتي السريع. توجد عدة طرق مائية سهلة للغاية وشبه كاملة بين جابورا و نغيرو عبر البلد المنخفض والمنبسط. كتب بارون ماراجو أن هناك ستة منهم، وواحد يربط جابورا العليا بفرع فوبيس من نغيرو ؛ وبالتالي فإن القبائل الأصلية في الوديان المعنية لديها اتصال سهل مع بعضها البعض.
يعمل النهر كوسيلة رئيسية للنقل، حيث يتم تجديفه بواسطة زوارق صغيرة مخبأة، وزوارق بخارية، وزوارق نهرية معروفة محليًا باسم lanchas. تحمل القوارب عددًا كبيرًا من البضائع، وأحيانًا يتم تأجيرها، وفي بعض الأحيان يتم نقلها إلى المتاجر العامة. في القسم الكولومبي، كان وجود المقاتلين والجنود يحد من حركة المرور النهرية.

## روابط خارجية
- المعلومات البيئية لمنطقة الأمازون الكولومبية